# Wiryeseong
Wiryeseong fue una capital de dos tempranos capitales de Baekje, uno de tres reinos de Corea. (actualmente Seúl) Según el libro clásico coreano Samguk Sagi, Onjo fue un hijo del fundador del Goguryeo, Jumong, estableciendo Sipje (십제, 十濟; luego Baekje) y fundó a Wiryeseong en 18 a. C., mientras que su hermano Biryu estableció su dominio en Michuhol (미추홀, 彌鄒忽, actualmente Incheon)
Después de la muerte de Biryu, los vasallos visitaron a Onjo de ser su hombres, cambiando el nombre del reino a Baekje cuyo significado es "Cien Vasallos". Onjo luego se mudó su dominio debido a la presión de Malgal o Mohe al norte y Lelang al este.
Generalmente, Wiryeseong se divide por dos partes: Habuk(norte del río) y Hanam(sur del río) Las murallas de Pungnap Toseong y Mongchon Toseong en Songpa-gu, Seúl se creen las partes de Hanam Wiryeseong.
Cuando Baekje se basaba en Hanseong (Seúl), Baekje creció contra Mahan del sur y cuatro feudales de la dinastía china Han. Andando el desarrollo del estado, Baekje arregló el sistema político ganando Mahan y la región Hwanghae.
Wiryeseong jugaba su papel como la capital de Baekje hasta 475, cuando el rey Jangsu de Goguryeo atacó a Baekje y lo ocupó. En este proceso, el rey Gaero (o Gaeru) se mató y el próximo rey Munju se trasladó al sur, en Ungjin.